# چارلز فردریک ویزنتال
چارلز فردریک ویزنتال (۱۷۲۶–۱۷۸۹) پزشک و مخترع آلمانی-آمریکایی بود که در سال ۱۷۵۵ حق اختراع برای نخستین دستگاه مکانیکیِ شناخته‌شده برای دوخت را دریافت کرد.
ویزنتال در پادشاهی پروس متولد شد؛ اما در زمان اختراع در انگلستان زندگی می‌کرد. او از سال ۱۷۵۵ تا ۱۷۸۹ در بالتیمور زندگی کرد. وی در سال ۱۷۵۵ برای اختراع یک سوزن دو سر که یک در یک سر آن سوراخ برای وارد کردن نخ قرار داشت حق اختراع بریتانیایی با شماره ۷۰۱ را دریافت کرد. بارتلمی تیمونیه در سال ۱۸۳۰ برای بار دوم چرخ خیاطی را اختراع کرد.